# Dalcera nigrella
Dalcera nigrella is een vlinder uit de familie van de Dalceridae. De wetenschappelijke naam van de soort is voor het eerst geldig gepubliceerd door Dognin.